# Mercator-Messer

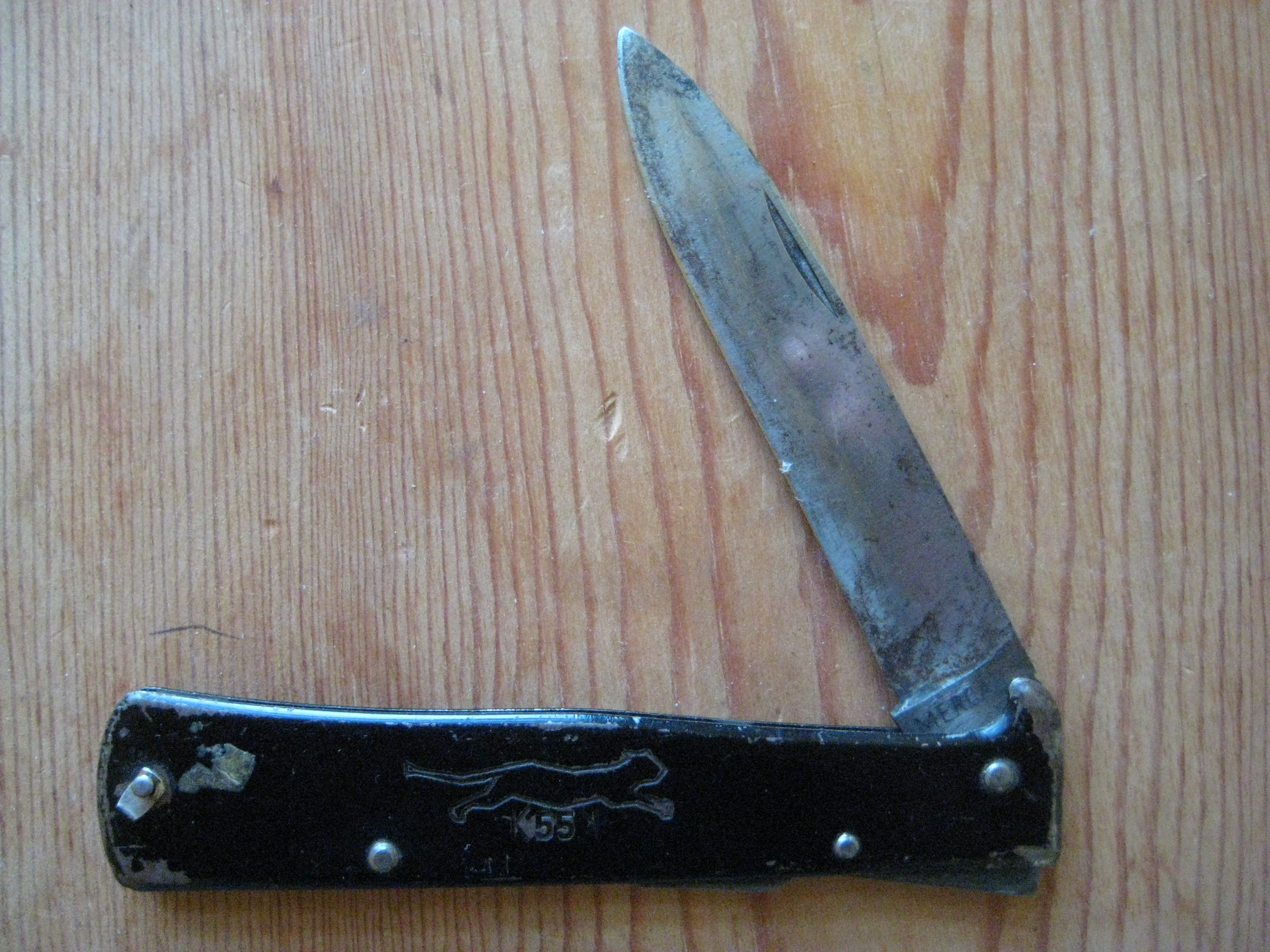
Mercator Typ K55K

Das Mercator-Messer (auch Kaiser-Wilhelm-Messer oder K55K-Messer) ist ein Taschenmesser. Die einfache Konstruktion besitzt eine Klinge aus Kohlenstoffstahl (C75) und ist heute auch in rostfreier Ausführung erhältlich. Dabei wird 1.4034-Stahl verwendet. Die Klinge ist 90 mm lang und an der Klingenbasis rund 3 mm dick. Die ausgeklappte Klinge verriegelt mit einem sogenannten Backlock, es wird aber auch in kleinerer Ausführung ohne Verriegelung angeboten. Das Mercator-Messer wird seit 1867 in sehr hohen Auflagen produziert und gilt als Klassiker.
Seit einiger Zeit wird auch eine Version mit Korkenzieher, Ahle und Dosenöffner angeboten. Diese sogenannte Multi-Version basiert auf historischen Zeichnungen und Entwürfen aus der Vorkriegszeit. 
Ursprünglich ein Erzeugnis des Unternehmens Heinrich Kaufmann & Söhne, Indiawerk, wird es seit 1995 von Otter-Messer in Solingen produziert. Aus Vermarktungsgründen wählte man den lateinischen Begriff Mercator, der eine direkte Übersetzung des Begriffs Kaufmann ist. Auf dem Messer ist das Kürzel K55K eingeprägt. Das erste K steht für den Hersteller Kaufmann, die 55 stand für die Hausnummer der Firmenadresse und das zweite K steht für Katze. Die Katze war damals das Markentier des Herstellers. 
In beiden Weltkriegen gehörte es vielfach zur soldatischen Ausrüstung, so dass man davon ausging, es sei ein offizieller Ausrüstungsgegenstand gewesen, was nicht der Fall war.
Nach dem Zweiten Weltkrieg fand das Messer große Verbreitung in den USA. So galt das Mercator-Messer in den 1960er und 1970er Jahren in der Bronx als die am häufigsten eingesetzte Waffe.